# Clayton Wing Bedford
Clayton Wing Bedford (* 13. Juni 1885 in New Windsor, Illinois; † 19. Juni 1933 in Akron, Ohio) war ein US-amerikanischer Chemiker.

## Leben und Werdegang
Bedford studierte ab 1904 an der University of Michigan in Ann Arbor mit dem Ziel Chemieingenieur zu werden. 1910 erhielt er den Bachelor-Abschluss, wurde 1911 Dozent am Case Institute of Technology in Cleveland und war ab 1912 bei der Goodyear Tire & Rubber Company in Akron.
Bedford fand 1916 bei Goodyear den Vulkanisierungsbeschleuniger 2-Mercaptobenzothiazol (Captax), das ab 1922 produziert wurde. 1921 verließ er Goodyear und gründete eine eigene Firma (Rubber Services Lab.). Ein Jahr später wurde er Forschungsleiter bei der Firma Goodrich in Akron.

## Schriften
- mit Herbert A. Winkelmann: Systematic survey of rubber chemistry. The Chemical Catalog Company, New York 1923.